# Macrophya nigronepalensis
Macrophya nigronepalensis – gatunek błonkówki  z rodziny pilarzowatych i podrodziny Tenthredininae.
Gatunek ten opisany został w 2000 roku przez Attilę Harisa na podstawie trzech okazów odłowionych w 1949 roku.
Błonkówka ta ma ciało o długości od 5,5 do 7,1 mm. Głowa jej jest czarna z gęstym i drobnym punktowaniem oraz krótkim i białym owłosieniem. Przedni brzeg nadustka jest zaokrąglenie wykrojony na głębokość około ⅓ jego długości. Tułów jest czarny z żółtawobiałymi cenchri. Odnóża są czarne z białymi elementami i brązowawobiałymi przednimi stopami. Przezroczyste skrzydła cechuje brązowawoczarne użyłkowanie i pterostygma. Te pierwszej pary mają długość od 6,1 do 7,1 mm. Odwłok jest czarny z białymi bokami tergitów od drugiego do czwartego. Samica m krótkie, nieprzekraczające wierzchołka odwłoka pokładełko.
Owad znany wyłącznie z lokalizacji typowej w nepalskim Parku Narodowym Langtang.